# Rueil Athletic Club
El Rueil Athletic Club es un equipo de baloncesto francés con sede en la ciudad de Rueil-Malmaison, que compite en la NM1, la tercera competición de su país. Disputa sus partidos en el Stadium, con capacidad para 1.800 espectadores.

## Nombres
- Rueil Malmaison (hasta 2010)
- Rueil Athletic Club (2010-)

## Posiciones en liga
| Temporada | Nivel | Liga      | Pos. | G/P   | PL  | Resultado        |
| --------- | ----- | --------- | ---- | ----- | --- | ---------------- |
| 1996-97   | 4     | NM2       | 1    |       |     | Ascenso          |
| 1997-98   | 2     | LNB Pro B | 16   | 9-25  |     |                  |
| 1998-99   | 2     | LNB Pro B | 15   | 13-17 |     |                  |
| 1999-00   | 2     | LNB Pro B | 14   | 13-21 |     |                  |
| 2000-01   | 2     | LNB Pro B | 9    | 16-14 |     |                  |
| 2001-02   | 2     | LNB Pro B | 4    | 17-13 |     |                  |
| 2002-03   | 2     | LNB Pro B | 3    | 21-9  |     |                  |
| 2003-04   | 2     | LNB Pro B | 5    | 18-12 |     |                  |
| 2004-05   | 2     | LNB Pro B | 18   | 9-25  |     | Descenso         |
| 2005-06   | 5     | NM3       |      |       |     |                  |
| 2006-07   | 5     | NM3       |      |       |     |                  |
| 2007-08   | 5     | NM3       |      |       |     |                  |
| 2008-09   | 5     | NM3       | 1    |       |     | Ascenso campeón  |
| 2009-10   | 4     | NM2       | 6    |       |     |                  |
| 2010-11   | 4     | NM2       | 1    |       |     | Ascensocampeón   |
| 2011-12   | 3     | NM1       | 13   | 15-19 |     |                  |
| 2012-13   | 3     | NM1       | 9    | 20-14 |     |                  |
| 2013-14   | 3     | NM1       | 9    | 16-18 |     |                  |
| 2014-15   | 3     | NM1       | 7    | 20-14 |     | Cuartos de final |
| 2015-16   | 3     | NM1       | 3    | 21-13 | 1-2 | Cuartos de final |
| 2016-17   | 3     | NM1       | 6    | 19-15 | 3-3 | Semifinalista    |
| 2017-18   | 3     | NM1       | 3    | 24-10 | 1-2 | Cuartos de final |
| 2018-19   | 3     | NM1       | 7    | 21-21 | 1-1 | Cuartos de final |
| 2019-20   | 3     | NM1       | 4    | 18-8  |     |                  |
| 2020-21   | 3     | NM1       | 10   | 11-15 |     |                  |
| 2020-21   | 3     | NM1       | 6    | 22-22 | 1-1 | Cuartos de final |

1. ↑  Descendió a NM3 por graves problemas financieros.[2]

fuente:eurobasket.com

## Palmarés
- Finalista Pro B -  2004
- Campeón Grupo D NM2 -  2011
- Semifinalista NM2 -  2011
- Campeón NM3 -  2009